# Fals
Fals (okzitanisch: Halhs) ist eine französische Gemeinde mit 405 Einwohnern (Stand: 1. Januar 2022) im Département Lot-et-Garonne in der Region Nouvelle-Aquitaine (vor 2016: Aquitanien). Die Gemeinde gehört zum Arrondissement Agen und zum Kanton Le Sud-Est Agenais. Die Einwohner werden Falois genannt.

## Geografie
Fals liegt etwa zwölf Kilometer südsüdwestlich von Agen. Der Fluss Gers begrenzt die Gemeinde im Westen, im Osten verläuft der Estressol. Umgeben wird Fals von den Nachbargemeinden Layrac im Norden und Westen, Caudecoste im Osten und Nordosten, Cuq im Osten und Südosten sowie Astaffort im Süden.

## Bevölkerungsentwicklung
| 1962                       | 1968 | 1975 | 1982 | 1990 | 1999 | 2006 | 2018 |
| -------------------------- | ---- | ---- | ---- | ---- | ---- | ---- | ---- |
| 189                        | 156  | 167  | 200  | 273  | 290  | 300  | 386  |
| Quellen: Cassini und INSEE |      |      |      |      |      |      |      |

## Sehenswürdigkeiten

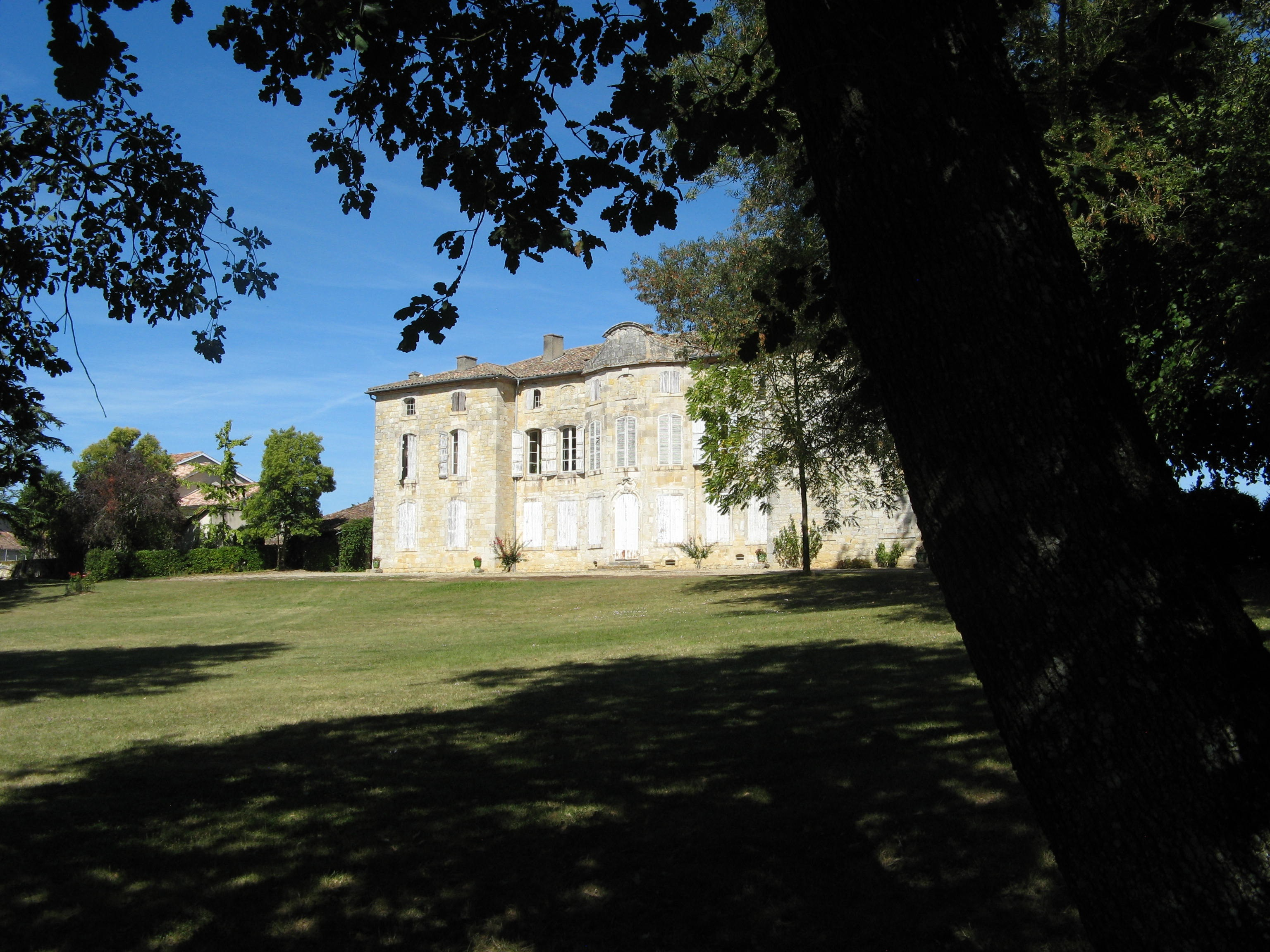
Schloss Fals

- Schloss Fals